# Myospila tenax
Myospila tenax este o specie de muște din genul Myospila, familia Muscidae. A fost descrisă pentru prima dată de Stein în anul 1918. Conform Catalogue of Life specia Myospila tenax nu are subspecii cunoscute.